# Haptoclinus apectolophus
Haptoclinus apectolophus är en fiskart som beskrevs av Böhlke och Robins, 1974. Haptoclinus apectolophus ingår i släktet Haptoclinus och familjen Labrisomidae. Inga underarter finns listade i Catalogue of Life.